# Союз 28
Союз 28 е съветски пилотиран космически кораб, който извежда в Космоса първият международен екипаж и втората посетителска експедиция на орбиталната станция Салют-6.

## Екипажи

#### Основен
- Алексей Губарев (2) – командир
- Владимир Ремек (1) – космонавт-изследовател

#### Дублиращ
- Владимир Ковальонок – командир
- Олдржих Пелчак – космоснавт-изследовател

## Параметри на мисията
- Маса: 6800 кг
- Перигей: 198,9 km
- Апогей: 275,6 km
- Наклон на орбитата: 51,65°
- Период: 88,95 мин

## Програма
Първи полет на гражданин на трета държава (след СССР и САЩ), втора посетителска експедиция на борда на станцията „Салют-6“. По това време там се намира първият дълговременен екипаж.
Това е първият полет по програма „Интеркосмос“, по която военни пилоти от т. нар. Източен блок осъществяват космически полети с продължителност от около 8 денонощия до съветска космическа станция.
Освен политическата цел по време на полета са проведени научни експерименти. Сред тях са растеж на водорасли (хлорела) при нулева гравитация, топене в горивна пещ на стъкло, олово, сребро и медни хлориди и експеримент „Кислород“, при който се измерва съдържанието на кислород в човешките тъкани.
Съвместната работа на четиримата космонавти продължава около 7 денонощия.
Капсулата на спускаемия апарат на „Союз 28“ е изложена в Музея на авиацията в Прага.